# ديغبي الميثوغرافي
ديغبي الميثوغرافي كان مترجما مجهولا من القرن الثاني عشر ترجم كتيب عن الأساطير اليونانية («حول طبيعة الآلهة») التي يتم حفظها بين مخطوطات ديغبي، التي تم جمعها من قبل السير كينيلم ديغبي، والآن هي في مكتبة بودليان، أكسفورد.